# Det drønner gjennom dalen
Det drønner gjennom dalen är en norsk dramafilm från 1938 i regi av Olav Dalgard. I rollerna ses bland andra Tryggve Larssen, Ragnhild Hald och Ida Rothmann.

## Handling
Filmen skildrar en skogsarbetarstrejk som blir en dragkamp mellan skogsägarna och de fattiga timmerhuggarna och flottarna.

## Rollista
- Finn Bernhoft – skogsarbetare
- Hans Bille – skogsägare
- Jens Bolling – strejkbrytare
- Kolbjørn Brenda – skogsarbetare
- Bjarne Bø – strejkbrytare
- Jack Fjeldstad – strejkbrytare som ändrar uppfattning
- Martin Gisti – strejkbrytare
- Turid Haaland – doktorns husa
- Ragnhild Hald – Laura, Knut Slettås fru
- Tryggve Larssen – Knut Slettås, skogsarbetare
- Martin Linge – länsman
- Johs. Myhrdal – skogsägare
- Rolf Nannestad – skogsarbetare
- Johan Norlund – skogsägare
- Aage Pedersen – skogsarbetare
- Pehr Qværnstrøm – skogsägare
- Ida Rothmann – Tordis, dotter till Knut och Laura Slettås
- Astrid Sommer – farmor
- Harald Steen – doktorn
- Kåre Wicklund – Per, son til Kåre og Laura Slettås

## Om filmen
Filmen producerades av Norsk Lydfilm A/S på uppdrag av Arbeidernes opplysningsforbund. Den regisserades av Olav Dalgard som också skrev manus. Den fotades och klipptes av Reidar Lund och premiärvisades den 15 januari 1938 i Norge. Musiken komponerades av Jolly Kramer-Johansen.